# Axuxa III
Axuxa III (em armênio: Աշուշայ; romaniz.: Ašuša(y)) foi um vitaxa (vice-rei) de Gogarena da família mirrânida do século V, ativo durante o reinado do xainxá Cosroes I (r. 531–579).

## Nome
Axuxa (Աշուշայ, Ašuša(y)) é um nome armênio de origem iraniana, cuja etimologia é desconhecida.

## Vida
Axuxa aparece em 540/1, quando ergue-se em revolta com o católico Samuel, o mamasaxlisi Gregório e outros príncipes da Ibéria. Nada se sabe sobre seu parentesco imediato. Stephen Rapp propôs que sua nomeação como vitaxa de Gogarena ocorreu em 482, quando Vasgeno foi assassinado. Não se sabe, contudo, qual era a grau de parentesco entre eles.